# Гамбург-Санкт Паулі
Санкт-Паулі (нім. St. Pauli) — частина району Гамбург-Центр вільного та ганзейського міста Гамбург. Завдяки району розваг у Санкт-Паулі вздовж вулиці Репербан і ФК «Санкт-Паулі» місцевість відома далеко за межами міста.